# Grammodes pulcherrima
Grammodes pulcherrima là một loài bướm đêm trong họ Erebidae.

## Hình ảnh

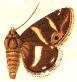